# Breynia indosinensis
Breynia indosinensis är en emblikaväxtart som beskrevs av Lucien Beille. Breynia indosinensis ingår i släktet Breynia och familjen emblikaväxter. Inga underarter finns listade i Catalogue of Life.